# Darüşşafaka SK
Darüşşafaka Spor Kulübü (of simpelweg Darüşşafaka SK) is een sportclub opgericht in Istanboel, Turkije. De branches waarin de club actief is, zijn onder andere basketbal en volleybal. De clubkleuren zijn groen en wit, en de thuisbasis van de basketbalclub is de Ayhan Sahenk Spor Salonu. De zaal is in 1995 geopend voor gebruik en heeft een capaciteit van 3500 plaatsen. Darüşşafaka SK speelt in de hoogste Turkse herenbasketbaldivisie, Türkiye Basketbol Ligi.
De basketbalbranche van Darüşşafaka SK is de bekendste en meest succesvolle branche van de club. De club speelt al jaren in de hoogste basketbaldivisie. Hoogtepunten van Darüşşafaka SK waren de seizoenen 1960/61 en 1961/62 toen de club landskampioen werd.
Darüşşafaka SK is in 1914 opgericht door Darüşşafaka, een van de meest prominente en invloedrijke scholen uit Turkije. De school zelf is in 1873 opgericht als Darüşşafakatü'l İslamiye.
In 2018 won Darüşşafaka SK zijn eerste Europese beker namelijk de EuroCup. Ze wonnen van Lokomotiv-Koeban Krasnodar uit Rusland. Uit wonnen ze met 81-78 en thuis wonnen ze met 67-59.

## Prestaties
Landskampioen  (2x)  

1961, 1962

Runner-up: 1960
Kampioen van Istanbul  (1x)  

1960
Turkse Beker  (1x)  

Runner-up: 2002
EuroCup  (1x)  

2018